# Michael Grant (baron)
Pour les articles homonymes, voir Michael Grant.
Michael Grant, 12e baron de Longueuil (né en 1947) est l'actuel détenteur du seul titre colonial d'origine française reconnu par Charles III au Canada. Il est le fils du baron Raymond Grant et d'Anne Maltby. Oncologiste de profession, il habite Nottingham. Il accéda au titre de baron à la suite du décès de son père à Pau, en France, en 2004. Le baron a quatre enfants: Angela (née en 1974), Rachel (1976), Rebecca (1981) et David-Alexander (1984).
Les barons de Longueuil n'habitent plus Longueuil depuis plusieurs générations. Ils se sont plutôt installés en France et au Royaume-Uni.